# Aceleração (relatividade especial)
Acelerações em relatividade especial (RS) seguem, como na Mecânica Newtoniana, por diferenciação de velocidade em relação ao tempo.  Por causa da transformação de Lorentz e dilatação do tempo, os conceitos de tempo e distância tornam-se mais complexos, o que também leva a definições mais complexas de "aceleração".  RS como a teoria do espaço-tempo Minkowski plano permanece válida na presença de acelerações, porque a relatividade geral (RG) só é necessário quando há  curvatura do espaço-tempo causada pelo tensor energia-momento (que é determinado principalmente por massa).  No entanto, uma vez que a quantidade de curvatura do espaço-tempo não é particularmente elevada na Terra ou nas suas proximidades, RS permanece válida para a maioria dos propósitos práticos, tais como experiências em aceleradores de partículas.
Podem-se derivar fórmulas de transformação para acelerações ordinárias em três dimensões espaciais (aceleração tripla ou aceleração coordenada) medidas em um plano quadro inercial de referência, bem como para o caso especial de aceleração própria medido por um acelerômetro comovente.  Outro formalismo útil é a quadriaceleração, pois seus componentes podem ser conectados em diferentes referenciais inerciais por uma transformação de Lorentz.  Também equações de movimento podem ser formuladas que conectam aceleração e força.  Equações para várias formas de aceleração de corpos e suas linhas curvas do mundo seguem dessas fórmulas por integração.  Casos especiais bem conhecidos são movimento hiperbólico para aceleração longitudinal própria constante ou movimento circular uniforme.  Eventualmente, também é possível descrever esses fenômenos em referenciais acelerados no contexto da relatividade especial, veja Quadro de referência próprio (espaço-tempo plano).  Em tais quadros, surgem efeitos que são análogos aos campos gravitacionais homogêneos, que têm algumas semelhanças formais com os campos gravitacionais reais e não homogêneos do espaço-tempo curvo na relatividade geral.  No caso de movimento hiperbólico, pode-se usar coordenadas de Rindler, no caso de movimento circular uniforme, pode-se usar coordenadas de Born.